# アオタガイ学園
『アオタガイ学園』（アオタガイがくえん）は、2015年10月2日から2016年3月25日まで、札幌テレビ放送の土曜深夜1:32 - 2:02（金曜日未明）に放送されたオーディションドキュメンタリー番組。

## 概要
CREATIVE OFFICE CUEとSony MUSICの合同オーディションで、北海道在住の男性を発掘する。本番組のオーディション企画でグランプリ・優秀賞を獲得した8名でボーイズユニット「NORD（ノール）」が結成された。

## 出演者

### 司会
- 鈴井貴之（番組構成兼任）
- 遠山大輔（グランジ）
- ミッツ・マングローブ

### アオタバイヤー
街角でイケメンを探したり、学園生の様子を報告する役。
- 小橋亜樹
- 北川久仁子

### ナレーター
- 大下宗吾

### 学園生
- 舟木健（ふなき たける） ：グランプリ
- 長崎佑亮（ながさき ゆうすけ） ：準グランプリ
- 花岡領太（はなおか りょうた）：準グランプリ
- 優秀賞
  1. 安保卓城（あんぼ たくしろ）
  2. 枝元雷亜（えだもと らいあ）
  3. 島太星（しま たいせい）
  4. 瀧原光（たきはら ひかる）
  5. 春木大輔（はるき だいすけ）

- 他の最終選考進出者（ファイナリスト）

  1. 川口 晃輝（かわぐち こうき）
  2. 窪田 遊斗（くぼた ゆうと）
  3. 佐藤 聡太（さとう そうた）
  4. 戸田 耕陽（とだ こうよう）：現在はAIR-G'パーソナリティ[3]
  5. 中村 空太（なかむら くうた）
  6. 畠山 稔貴（はたけやま としき）
  7. 三浦 賢政（みうら けんせい）

## 書籍
- 「アオタガイ学園」公式BOOK(2016年5月7日発売、発行元:「アオタガイ学園」制作委員会、CUE Products刊。ISBN 0008382735